# Roye-sur-Matz
Roye-sur-Matz é uma comuna francesa na região administrativa de Altos da França, no departamento de Oise. Estende-se por uma área de 10,75 km². Em 2010 a comuna tinha 481 habitantes (densidade: 44,7 hab./km²).